# Мулай Алі аль-Арадж
Алі аль-Арадж ібн Ісмаїл (араб. علي الأعرج بن إسماعيل; бл. 1700 — квітень 1737) — 6-й султан Марокко з династії Алауїтів у 1734—1736 роках. Повне ім'я Абу'л-Хасан Мулай Алі ар-Арадж ібн Ісмаїл ас-Самін.

## Життєпис
Син султана Мулая Ісмаїла й головної дружини Аїши Мубарак. Народився близько 1700 року в Мекнесі. Напередодні смерті 1727 року батько призначив його намісником в Сіджильмасі.
У вересні 1734 у Абід аль-Бухарі (африканська гвардія) повалила його зведеного брата — султана Мулай Абдаллах, а 25 жовтня 1734 року в Фесі оголосила Алі новим султаном. Той наказав заґратувати родичів матері Мулая Абдаллаха. Водночас роздав багато грошей абід аль-бухарі, значно спорожнивши скарбницю.
Зловживання намісників двічі спричинили повстання в Фесі, які вимушений був залагоджувати Абулла аль-Хамрі, один з очільник абід аль-бухарі. У 1736 році загони султана зазнали поразки від Абдаллаха, якого підтримали джайш аль-убайда (гвардія з арабських племен) та бербери-лемтуни з Середнього Атласу. Алі потрапив у полон, його відправлено до в'язниці в Фесі, де той помер у квітні 1737.